# Command & Conquer: Tiberian Sun
Command & Conquer: Tiberian Sun  (укр. Командуй і завойовуй: Тиберіумне сонце) — відеогра, стратегія в реальному часі, розроблена компанією Westwood Studios і випущена в 1999 році. Друга самостійна гра в тиберіумній серії Command & Conquer.
Дія гри розгортається в 2030 році, через 28 років після того як GDI виграли Першу тиберіумну Війну проти терористів Братства Нод, зображену в Command & Conquer: Tiberian Dawn. Сюжет показує Другу тиберіумну війну, в якій уцілілий Кейн прагне привести Братство до світового панування та заразити тиберіумом усю Землю.
7 квітня 2000-го року вийшло доповнення до Tiberian Sun під назвою Firestorm. З 12 лютого 2010 року Electronic Arts поширює Tiberian Sun і Firestorm безкоштовно.

## Ігровий процес

База і війська GDI

### Основи
Геймплей заснований на аналогічних принципах з Tiberian Dawn, але з новими і модернізованими юнітами та будівлями. Tiberian Sun має ізометричний ігровий рушій з відтворенням різних рівнів місцевості, щоб створювати враження справжнього 3D-середовища. Деякі будівлі і підрозділи складаються з вокселів, хоча піхота як і раніше подається у вигляді спрайтів. Динамічне освітлення забезпечує зміну дня/ночі і відтворення спеціальних ефектів.
Як і в попередниці, гравець розбудовує військову базу, вдосконалює її, та замовляє війська для знищення противника. Основою бази слугує Мобільний збірний цех, навколо якого зводяться будівлі: добувачі ресурсів, казарми, фабрики, дослідні центри і таке інше. Головними ресурсами лишаються кредити, що даються за збір тиберіуму, та енергія, що надходить від електростанцій. В Tiberian Sun з'явився новий тип тиберіуму — цінний синій, на додачу до звичайного зеленого. Гра детальніше зображає вплив тиберіуму на планету: місцевості покриває мутована рослинність — тиберіумні вени, навколо баз зустрічаються тварини-мутанти. Карти тут мають міські території, де підрозділи можуть ховатися в будинках.
Набір військ і будівель значно збагатився, з'явилися широкі можливості до оборони та диверсій. Так, обидві протиборчі сторони можуть зводити оборонні точки, стіни, володіють електромагнітними гарматами, здатними тимчасово вимикати ворожу техніку, а бази за високого рівня розвитку обладнуються автоматичними оборонними дронами. Військам у цій грі можна задати поведінку, вказавши шлях за ключовими точками.
У ході кампанії можна обрати різні сюжетні маршрути, деякі з них приводять до додаткових місій, які можуть змінювати складність основної місії, або давати гравцеві додаткові юніти і технології. Tiberian Sun — остання гра в серії, де можливе таке проходження (в Command & Conquer 3: Tiberium Wars порядок проходження не впливає на сюжет).
Tiberian Sun використовує відеовставки з відомими голлівудськими акторами. Майкл Б'єн грає командира GDI Майкла МакНіла, який звітує перед генералом Джеймсом Соломоном, якого грає Джеймс Ерл Джонс. На боці Нод, Френк Загаріно зображує командира Антона Славіка, який підпорядкований Кейну, якого грає Джозеф Кукан. Забуті представлені Крістін Стіл в ролі Умаґон, Крістофер Вінфілд грає Тратоса, лідера мутантів, і Нільс Аллен Стюарт роль командо мутантів «Привида-сталкера».

### Ігрові фракції
Tiberian Sun має три фракції, кожна зі своїми унікальними перевагами і тактиками; Глобальна оборонна ініціатива (GDI), Братство Нод (Nod) і Забуті (неграбельна нейтральна фракція мутованих під дією тиберіуму людей).

#### Глобальна оборонна ініціатива (GDI)
Глобальна оборонна ініціатива покликана захищати мир у світі та боротися з поширенням тиберіуму й тероризмом Братства Нод. Війська цієї фракції вирізняються розвиненою наземною технікою та авіацією, що відповідно дорогі в наймі. Їй доступні різного призначення літаки на базі апарату «Косатка». GDI володіє порівняно слабкими оборонними технологіями, що встановлюються за модульним принципом на спеціальні вежі. Також можуть доповнюватися модулями виробничі споруди. Наприклад, електростанції отримують додаткові турбіни. Завдяки всьому цьому фракція наділена можливостями до побудови гнучких наступальних тактик. GDI має в своєму розпорядженні Іонну гармату, що завдає потужних і точних ударів з космосу.
Війська: Легкий піхотинець, Дискомет, Піхотинець з реактивнем ранцем, Медик, Інженер, Привид-сталкер; Розвідувальний екзоскелет «Росомаха», БТР, Крокуючий танк «Титан», Ширяюча РСЗВ, «Розщеплювач», Крокуючий бойовий комплекс «Мамонт» моделі II, Мобільна розвідвишка, Комбайн, Мобільний збірний цех; Винищувач «Косатка», Бомбардувальник «Косатка», Транспортник «Косатка», Десантний корабель.

#### Братство Нод
Братство прагне поширити тиберіум по всьому світу й використати його для вдосконалення людини. Воно послуговується різноманітними високими технологіями, такими як кіборгізація, лазерна зброя. Піхота Нод нечисленна, але включає сильних кіборгів і зламників, здатних захоплювати ворожу техніку. На відміну від GDI, братство має небагато техніки та авіації, що компенсується помірними цінами найму і технологіями маскування та раптового нападу. Так, Нод володіє спорудами, що приховують навколишні будівлі та війська, і особливими БМП, здатними робити підкопи. Крім комбайнів у Братства є «Поїдач бур'янів», що збирає не тиберіум, а тиберіумні вени. За високого розвитку бази ця фракція може збудувати ракетну шахту, що запускає кластерні чи хімічні ракети.
Війська: Легкий піхотинець, Кіборг, Ракетник, Інженер, Кіборг-командо, Мутант-зламник; Підземна БТР, Штурмовий мотоцикл, «Поїдач бур'янів», Танк «Кліщ», Стелс танк, Артилерія, Вогнеметний танк «Язик диявола», Мобільний ремонтник, Комбайн, Мобільний збірний цех; Гелікоптер «Гарпія», Винищувач «Баньші».

## Сюжет
Сюжет продовжує події першої частини — в результаті військової операції GDI 2002-го року, храм Нод в Сараєво був знищений. За офіційною версією Кейн, лідер Братства Нод, загинув, хоч тіло і не було знайдене. Учасники Братства проте вважали, що їхній пророк живий, що дозволило проіснувати Братству аж до 2030 року. Нод було очолено генералом Хассаном, котрий утримував організацію від будь-яких дій, спрямованих проти GDI.
Події Tiberian Sun починаються в 2030 році, коли невідомо звідки з'являється абсолютно не постарілий за минулі роки Кейн і починає новий етап боротьби з GDI за тотальний контроль над планетою. Тим часом тиберіум вразив більшу частину поверхні Землі і став серйозною загрозою для людства.
Кампанії за обидві сторони конфлікту мають подібні місії, але суперечать одна одній. Канонічною є кампанія за GDI.

### Кампанія за GDI
Командор GDI МакНіл отримує завдання від генерала Соломона зупинити наступ Нод на форпост GDI у Фініксі, штат Аризона. Хоча йому вдається вибити ворога з регіону, GDI зазнали значних втрат. Деякий час по тому, сили GDI виявляють розбитий НЛО неподалік від бази Братства. Кейн дає наказ захопити НЛО, війська Нод не справляються із завданням. Всередині інопланетного корабля військові знаходять артефакт, якому Кейн дав назву Тацит. МакНіл на борту стикається з лідером мутантів на ім'я Умаґон, яка пообіцяла допомогти в обмін на підтримку GDI в порятунку лідера Забутих, Тратоса, забраного Братством для розшифровки інформації з Тацита. На порятунок Тратоса Соломон посилає МакНіла до Південної Америки, де той повинен взяти цитадель генерала Веги. МакНіл успішно захоплює цитадель і намагається допитати Вегу, однак, Вега приймає смертельну дозу наркотика, а Кейн запускає ядерний удар по об'єкту. МакНілу не вдається отримати щось більше, ніж натяки, що НЛО створене Братством, а Кейн володіє іншою частиною Тацита.
Тацит опиняється в руках GDI. Війська Нод атакують базу GDI в Хаммерфесті під командуванням Антона Славіка, де знаходяться елементи (кристали) нової ультразвукової зброї. МакНіл очолює десантну групу, щоб відбити базу, та Нод встигають вивезти кристали, які втім не відвозять далеко. Невдовзі генерал Соломон дізнається про нові хімічні ракети Кейна і винищувачі «Баньші». GDI успішно завершує операції з їх знищення в Європі. Під час цих операцій Умаґон захоплюють Нод і доставляють у піраміду Кейна в Каїрі.
Транспортний літак «Кодіак», що перевозить Тацит, не може продовжити шлях до орбітальної станції «Філадельфія», де засідає керівництво, через іонні бурі. Братство намагається повернути Тацит. Після відбиття нападу Нод, судно продовжує рух. Нод готуються знищити «Філадельфію» і запустити Ракету перебудови світу WAM (World Altering Missile), яка заразить тиберіумом всю планету. Сили GDI знищують джерела загрози. Кейн ховається в своїй піраміді під Каїром і готується запустити тиберіумну ракету. GDI оточують піраміду, запуск ракети зривається. Тим часом Кейн готує свою втечу з Каїру, яку не встигає здійснити.
МакНіл рятує Умаґон і пронизує Кейна осколком тиберіуму, демонструючи світові, що цього разу Кейн мертвий. Однак насправді лідер Братства, як з'ясовується з продовжень, знову вижив.

### Кампанія за Нод
Незадовго до основних подій Антона Славіка, прелата Чорної руки і досвідченого командира, очільник Братства генерал Хассан звинувачує у зраді та кидає до в'язниці. Славіку вдається втекти з ізолятора за сприяння Оксани Христос. Зв'язавшись з силами Нод, вірними заповідям Кейна, він викриває, що Хассан працює на GDI та успішно повалює генерала в ході низки операцій і стає лідером Братства. Кейн також показує себе в цей час, що об'єднує частини Братства Нод. З возз'єднанням Нод, Кейн ініціює кілька нападів на бази GDI по всьому світу. Кейн доручає Славіку отримання Тацита, інопланетної бази даних, яка була на борту НЛО. Після отримання Тацита, Нод захоплюють Умаґон. Умаґон вдається втекти, та це виявляється спланованим, щоб вона привела Нод до основних сил Забутих. Славік і Оксана потрапляють в полон до GDI, звідки їх визволяє кіборг-командо.
Нод знищують ряд науково-дослідних установ GDI. Зокрема вони затримують випуск крокуючих бойових комплексів «Мамонт» шляхом знищення первісного прототипу.
Атакуючи базу в Хаммерфесті, сили Братства стикаються з МакНілом. Сили Славіка успішно розміщують три МБР і знищують станцію «Філадельфія». Згодом з піраміди Кейна запускається Ракета перебудови світу (WAM) і розносить тиберіум по всій Землі. Кейн перед її запуском розчиняється в повітрі. У фіналі показується наша планета, повністю покрита кристалами тиберіуму.

## Доповнення
Command & Conquer: Tiberian Sun — Firestorm — аддон до Tiberian Sun, розроблений Westwood і виданий Electronic Arts 7 березня 2000 року.
Сюжет охоплює події з вересня 2030 року до серпня 2031, коли переділ влади спричинив важкі наслідки для Братства. Місце страченого генерала Хассана зайняла Оксана Христос, Антон Славік хотів очолити НОД, але члени Внутрішнього Кола Братства переконані, що тільки CABAL, як творіння Кейна може очолити Братство. Однак CABAL, отримавши Тацит, вважає, що люди йому не потрібні і починає війну як проти GDI так і Нод, щоб створити новий світ, населений підконтрольними йому кіборгами. Як з'ясовується в кінці однієї з кампаній, не останню роль в цьому зіграв вцілілий Кейн.

## Саундтрек
1. Tiberian Sun — Approach
2. Tiberian Sun — Deply Machines
3. Tiberian Sun — Dusk Hour
4. Tiberian Sun — Elusive
5. Tiberian Sun — Flurry
6. Tiberian Sun — Gloom
7. Tiberian Sun — Hacker
8. Tiberian Sun — Heroism
9. Tiberian Sun — Infiltration
10. Tiberian Sun — Infrared
11. Tiberian Sun — Ion Storm(1)
12. Tiberian Sun — Ion Storm(2)
13. Tiberian Sun — Killing Machine
14. Tiberian Sun — Link Up
15. Tiberian Sun — Lone Troop
16. Tiberian Sun — Mad Rap
17. Tiberian Sun — Map Theme
18. Tiberian Sun — Mutants
19. Tiberian Sun — Nod Crush
20. Tiberian Sun — Pharotek
21. Tiberian Sun — Rain in the Night 2
22. Tiberian Sun — Red Sky
23. Tiberian Sun — Score Screen
24. Tiberian Sun — Scout
25. Tiberian Sun — Slave to the System
26. Tiberian Sun — The Defense
27. Tiberian Sun — Time Bomb
28. Tiberian Sun — Valves
29. Tiberian Sun — What Lurks